# Shmuel Trigano
Pour les articles homonymes, voir Trigano.
Shmuel Trigano (en hébreu : שמואל טריגנו), né à Blida (Algérie) en 1948, est un sociologue et philosophe français, professeur de l'université Paris-Nanterre où il a occupé la chaire de sociologie de la connaissance, de la religion et de la politique. Il a été professeur invité à la Benjamin N. Cardozo School of Law (en) de l’université Yeshiva à New York en 2009 et Templeton Fellow de l'Institut Herzl de Jérusalem.

## Biographie
Shmuel Trigano est Bachelor of Arts de l'université hébraïque de Jérusalem (sciences politiques, relations internationales), titulaire d'un diplôme d'études approfondies  (DEA) en science politique (1977) et docteur en sociologie (1981). Habilité à diriger des recherches en 1990 (mémoire Les fondements d'une morphologie du judaïsme).
Shmuel Trigano a développé une méthode qui allie la connaissance de la pensée juive et du monde juif à la métaphysique, la philosophie politique et les sciences sociales. Conjuguant travaux spéculatifs et académiques, une pensée originale en est née, qui se déploie dans tous ces domaines. La question de la modernité juive et de l'actualisation de la pensée juive est au cœur de son œuvre. Il est le cofondateur avec Annie Kriegel (1926-1996) et le directeur de la revue européenne d'études juives, Pardès (créée en 1985 et depuis 2001 aux Editions In Press). Il a fondé et dirigé le Collège des études juives de l’Alliance israélite universelle (1986-2013). Il est le président-fondateur de l'Observatoire du monde juif créé en 2001, du Bulletin de l'Observatoire du monde juif (2001-2003) et de la revue Controverses (2003-2011).
Il crée en 2013 l'université populaire du judaïsme  qui s'allie au campus numérique juif Akadem pour créer l'université en ligne du judaïsme qui compte plus de 2 000 inscrits. En 2015, il s'installe en Israël et y crée l'association Dialogia qui a pour objectif de créer un « pont intellectuel » entre les immigrants venus de France et la société et la culture israéliennes, le site menora.info consacré à l'étude de la société israélienne.

## Ouvrages
- Le Récit de la disparue : essai sur l'identité juive, Paris, Gallimard, 1977, coll. « Les Essais »; Paris, Gallimard, 2001, coll. "Tel".
- La Nouvelle question juive, Paris, Gallimard, 1982, coll. "Idées".
- La République et les Juifs ; Les Presses d'aujourd'hui, 1982.
- La Demeure oubliée : genèse religieuse du politique, Paris, Lieu commun, 1984; Paris, Gallimard, 1994, coll. "Tel". En italien Alle radici della modernità, ECIG, 1999.
- Philosophie de la loi : l'origine de la politique dans la Tora, Paris, Cerf, 1991 ; Philosophy of the Law, The political in the Torah, Shalem Press, 2011.
- Un exil sans retour ? : lettres à un Juif égaré, Paris, Stock, 1996.
- La Séparation d’amour : une éthique d’alliance, Arléa, 1998
- L’Idéal démocratique à l’épreuve de la Shoah, Paris, Odile Jacob, 1999. En anglais Democratic Ideal: the Unthought in Political Modernity, SUNY Press, 2009; en hébreu Haideal hademokrati bemivhan hashoa, Ben Gurion University Press, 2010.
- Le Monothéisme est un humanisme, Paris, Odile Jacob, 2000 ; Paris, Hachette, 2006, coll. "Livre de Poche".
- Le Temps de l’exil, Paris, Payot, 2001. En italien Il Tempo dell’esilio, La Giuntina, 2001.
- Qu’est-ce  que la religion ?, Paris, Flammarion, 2001 ; Paris, Flammarion, 2004, coll. "Champs".
- L’Ébranlement d’Israël : philosophie de l’histoire juive, Paris, Le Seuil, 2002. En italien Il terremoto di Israele, Guida Judaica, 2007.
- L’E(xc)lu : entre juifs et chrétiens, Paris, Denoël, 2002.
- La Démission de la République : juifs et musulmans en France, Paris, PUF, 2003.
- Les Frontières d’Auschwitz : les ravages du devoir de mémoire, Paris, Hachette, 2005, coll. "Livre de Poche".
- L’Avenir des Juifs de France, Paris, Grasset, 2006.
- L’Intention d’amour : désir et sexualité dans Les maîtres de l’âme de R. Abraham Ben David de Posquières, Éditions de l’Éclat, 2007.
- Le Judaïsme et l’esprit du monde, Paris, Grasset, 2011.
- La Nouvelle idéologie dominante : le post-modernisme, Paris, Hermann, 2012, coll. "Hermann Philosophie".
- Politique du peuple juif. Les Juifs, Israël et le monde, Paris, Bourin, 2013.
- L'Hébreu, une philosophie, Paris, Hermann, 2014, coll. "Hermann-Philosophie"
- Quinze ans de solitude : juifs de France, 2000-2015, Paris, Berg international, 2015.
- Le Nouvel État juif, Paris, Berg international, 2015.
- L’Odyssée de l’Être, Métaphysique hébraïque, Hermann, 2020.
- Le Deuxième Dieu, L'imaginaire du monothéïsme, Hermann, 2022.
- Le chemin de Jérusalem, une théologie politique, Les Provinciales, 2024.

Édition (liste non exhaustive)
- Le second Israël ;  Les Temps Modernes, n° 394 bis, mai 1979.
- Penser Auschwitz; Pardès n°9-10, 1989.
- La société juive à travers l'histoire, Paris, Fayard, 1992-1993, 4 volumes.

1. La fabrique du peuple
2. Les liens de l’alliance
3. Le passage d’Israël
4. Le peuple monde

- L'école de pensée juive de Paris ; Pardès 23, 1997.
- Le sionisme face à ses détracteurs ; Éditions Raphaël, 2002.
- L’exclusion des Juifs des pays arabes ; Pardès 33, 2003.
- L’identité des Juifs d’Algérie ; Nadir, 2004.
- La Cité biblique, Pardès, 40, 2006.
- Le Monde sépharade, Paris, Le Seuil, 2007, 2 volumes.

1. L’Histoire
2. La Civilisation

- Noirs et Juifs, mythes et réalités, Pardès (42/2007)
- La civilisation du judaïsme, Paris, L’Eclat, 2012.
- La mémoire sépharade, Paris, In Press, 2000
- Voulons-nous encore être humains ? Possibilités et limites d’un nouvel humanisme occidental; Diogene, 2001. (English version: “Do we still want to be Human?”)

## Distinctions et prix
- Prix Edmond-Tenoudji pour l'éducation, 1993
- Prix Francine et Antoine Bernheim de la Fondation du judaïsme français pour les sciences 2011
- Prix des impertinents 2013, pour La nouvelle idéologie dominante[5]